# Nijneudinsk
Nijneudinsk (în rusă Нижнеудинск) este un oraș, centru administrativ al raionului Nijneudinsk din regiunea Irkutsk (Federația Rusă), și are o populație de 36.999 (2010) locuitori.

## Geografie

### Climat
| Date climatice pentru Nijneudinsk | Date climatice pentru Nijneudinsk | Date climatice pentru Nijneudinsk | Date climatice pentru Nijneudinsk | Date climatice pentru Nijneudinsk | Date climatice pentru Nijneudinsk | Date climatice pentru Nijneudinsk | Date climatice pentru Nijneudinsk | Date climatice pentru Nijneudinsk | Date climatice pentru Nijneudinsk | Date climatice pentru Nijneudinsk | Date climatice pentru Nijneudinsk | Date climatice pentru Nijneudinsk | Date climatice pentru Nijneudinsk |
| Luna                              | Ian                               | Feb                               | Mar                               | Apr                               | Mai                               | Iun                               | Iul                               | Aug                               | Sep                               | Oct                               | Nov                               | Dec                               | Anual                             |
| --------------------------------- | --------------------------------- | --------------------------------- | --------------------------------- | --------------------------------- | --------------------------------- | --------------------------------- | --------------------------------- | --------------------------------- | --------------------------------- | --------------------------------- | --------------------------------- | --------------------------------- | --------------------------------- |
| Maxima medie °C (°F)              | −13.8 (7,2)                       | −7.6 (18,3)                       | 1.1 (34)                          | 9.4 (48,9)                        | 17.5 (63,5)                       | 23.1 (73,6)                       | 24.9 (76,8)                       | 22.3 (72,1)                       | 15.5 (59,9)                       | 6.9 (44,4)                        | −3.6 (25,5)                       | −11.5 (11,3)                      | 7,0 (44,6)                        |
| Media zilnică °C (°F)             | −20.2 (−4.4)                      | −15.8 (3,6)                       | −6.9 (19,6)                       | 2.3 (36,1)                        | 9.6 (49,3)                        | 15.6 (60,1)                       | 18.3 (64,9)                       | 15.8 (60,4)                       | 9.1 (48,4)                        | 1.3 (34,3)                        | −8.8 (16,2)                       | −17 (1,4)                         | 0,3 (32,5)                        |
| Minima medie °C (°F)              | −26.6 (−15.9)                     | −23.9 (−11.0)                     | −14.9 (5,2)                       | −4.7 (23,5)                       | 1.7 (35,1)                        | 8.1 (46,6)                        | 11.6 (52,9)                       | 9.4 (48,9)                        | 2.8 (37)                          | −4.3 (24,3)                       | −13.9 (7)                         | −22.5 (−8.5)                      | −6,4 (20,5)                       |
| Minima istorică °C (°F)           | −46.4 (−51.5)                     | −47.5 (−53.5)                     | −38.4 (−37.1)                     | −29.6 (−21.3)                     | −11.6 (11,1)                      | −2.7 (27,1)                       | −0.8 (30,6)                       | −2.6 (27,3)                       | −9 (15,8)                         | −25.4 (−13.7)                     | −37.3 (−35.1)                     | −44.1 (−47.4)                     | −47,5 (−53,5)                     |
| Precipitații mm (inches)          | 9.6 (0.378)                       | 6.9 (0.272)                       | 8.5 (0.335)                       | 18.1 (0.713)                      | 33.5 (1.319)                      | 61.6 (2.425)                      | 91.4 (3.598)                      | 95.4 (3.756)                      | 46.3 (1.823)                      | 19.6 (0.772)                      | 14.1 (0.555)                      | 12.9 (0.508)                      | 417,9 (16,453)                    |
| Sursă: Погода Нижнеудинск         |                                   |                                   |                                   |                                   |                                   |                                   |                                   |                                   |                                   |                                   |                                   |                                   |                                   |